# Isohypsibius appelloefi
Isohypsibius appelloefi är en djurart som tillhör fylumet trögkrypare, och som först beskrevs av Ferdinand Richters 1908.  Isohypsibius appelloefi ingår i släktet Isohypsibius, och familjen Hypsibiidae. Arten är reproducerande i Sverige.